# Керавере
Ке́равере (ест. Keravere küla) — село в Естонії, у волості Ляене-Ніґула повіту Ляенемаа.

## Населення
Чисельність населення на 31 грудня 2011 року становила 13 осіб.

## Географія
Населений пункт межує з селами Тука, Оонґа та Лійвакюла.

## Історія
До 21 жовтня 2017 року село входило до складу волості Мартна.